# 犯罪率
犯罪率（亦稱刑案發生率）是衡量某一刑事案件發生頻率的指標，普遍是指每十萬人口刑事案件發生件數。
以犯罪率比較各個國家的社會現狀需要認真進行，因為各個國家的刑法內容不一。比如，不同國家的法律對殺人的定義不一樣，導致在計算及比較謀殺率時出現偏差。

## 參看
- 各国谋杀率列表
- 各国监禁率列表
- 死刑